# Kara Para Aşk
Kara Para Aşk (lit. Amor de contrabando) é uma telenovela turca produzida pela Ay Yapım e exibida pela ATV, entre 12 de março de 2014 a 15 de julho de 2015. Escrita por Eylem Canpolat e Sema Ergenekon, tem direção de Ahmet Katiksiz com produção de Kerem Çatay. Foi protagonizada por Engin Akyürek e Tuba Büyüküstün.

## Elenco

### Elenco principal
| Ator/Atriz           | Personagem           |
| -------------------- | -------------------- |
| Engin Akyürek        | Ömer Demir           |
| Tuba Büyüküstün      | Elif Denizer         |
| Erkan Can            | Tayyar Dündar        |
| Burak Tamdoğan       | Hüseyin Demir        |
| Saygın Soysal        | Fatih Dündar (Metin) |
| Emre Kızılırmak      | Levent İnanç         |
| Öykü Karayel         | İpek                 |
| Bestemsu Özdemir     | Nilüfer Denizer      |
| Hazal Türesan        | Aslı Denizer         |
| Güler Ökten          | Elvan Demir          |
| Bedia Ener           | Fatma Andaç          |
| İlkin Tüfekçi        | Pelin Serter         |
| Ahmet Tansu Taşanlar | Arda Çakır           |
| Ali Yörenç           | Mert Dündar          |
| Elif İnci            | Melike Demir         |
| Işıl Yücesoy         | Nedret               |
| Deniz Barut          | Pınar                |
| Kerimhan Duman       | Can                  |

### Elenco de apoio
| Ator/Atriz      | Personagem       |
| --------------- | ---------------- |
| Selin Ortaçlı   | Sibel Andaç      |
| Tuvana Türkay   | Bahar Çınar      |
| Aytaç Arman     | Ahmet Denizer    |
| Nebahat Çehre   | Zerrin Denizer   |
| Serkan Kuru     | Taner            |
| Dilek Serbest   | Svetlana (Sevim) |
| Deniz Barut     | Pınar            |
| Nihat Altınkaya | Serhat           |

## Prêmios
Kara Para Aşk venceu 10 de 14 prêmios que disputou, inclusive rendendo a nomeação de Engin Akyürek para o Emmy Internacional 2015.

## Outra versão
- Imperio de mentiras, telenovela mexicana  de 2020 produzida por Giselle González para Televisa, e estrelada por Angelique Boyer e Andrés Palacios.